# Berkheya heterophylla
Berkheya heterophylla là một loài thực vật có hoa trong họ Cúc. Loài này được (Thunb.) O.Hoffm. mô tả khoa học đầu tiên năm 1910.